# Drac
Drac je 130 km dolga reka v jugovzhodni Franciji, levi pritok Isère. Nastane z združitvijo dveh rek, Drac Blanc (severna dolina Champoléona) in Drac Noir (vzhodna dolina Orcièresa), obeh izvirajočih v pogorju Écrins (Daufinske Alpe), na visokoravni Champsaur severovzhodno od Gapa.
V dokumentih se pojavlja v obliki Dracum (1100), Dravus (1289), la ribière dou Drau (1545).
Na njeni poti do izliva v Isère pri predmestju Grenobla Fontaine se nahajajo štiri večje hidoelektrarne z jezovi:
- Le Sautet (zgrajen v letih 1930-35),
- Saint-Pierre-Cognet,
- Monteynard-Avignonet (1962),
- Notre-Dame-de-Commiers.

### Porečje
- desni pritoki:
  - Séveraisse (dolg 32,9 km, pri Saint-Firminu),
  - Bonne (40,1 km, južno od La Mure),
  - Romanche (78,4 km, Champ-sur-Drac)
- levi pritoki:
  - Souloise (25,6 km, Lac du Sautet),
  - Ébron (32,1 km, Lac de Monteynard-Avignonet),
  - Gresse (34,6 km, Varces).

### Departmaji in kraji
Reka Isère teče skozi naslednje departmaje in kraje:
- Hautes-Alpes: Saint-Bonnet-en-Champsaur,
- Isère: Corps, Fontaine, Grenoble.